# Кауніайнен
Кауніайнен (фін. Kauniainen, швед. Grankulla)  — місто у Фінляндії, входить до столичного регіону разом із Гельсінкі, Еспоо та Вантаа. Населення  — 9039 мешканців (2014). Анклав у межах міста Еспоо.

## Історія
Засноване у 1906 році на околицях Гельсінкі як «дачна» зона, де будувалися вілли.